# Pískavice
Pískavice (Trigonella) je rod rostlin z čeledi bobovité. Jsou to jednoleté nebo vytrvalé byliny s trojčetnými listy a motýlovitými květy, rostoucí v počtu asi 55 druhů v Evropě, Asii, severní Africe a Austrálii. Pískavice řecké seno má využití v medicíně, jako zelenina i koření.

## Popis
Pískavice jsou jednoleté nebo vytrvalé, vzpřímené nebo poléhavé aromatické byliny s bohatě větvenými stonky. Listy jsou trojčetné, lístky na okraji pilovité nebo zubaté, vrcholový lístek bývá větší než ostatní a řapíčkatý, postranní přisedlé. Palisty jsou srostlé s řapíkem. Postranní žilky v čepelích lístků zasahují do zubů. Květy jsou žluté, modré, purpurové nebo bílé, jednotlivé nebo v úžlabních hroznech, hlávkách či okolících. Stopky květenství se za plodu prodlužují. Květy jsou drobné, s krátkými stopkami které po odkvětu dužnatějí. Kalich je trubkovitý až zvonkovitý,se zuby víceméně stejnými. Pavéza je obvejčitá nebo podlouhlá, na bázi široká, někdy dlouze nehetnatá. Křídla jsou oválná, člunek je tupý a kratší než křídla. Tyčinek je 10 a jsou dvoubratré až téměř jednobratré. Semeník je přisedlý nebo krátce stopkatý, s nitkovitou čnělkou. Lusky jsou přímé nebo zahnuté, zploštělé nebo na průřezu okrouhlé, k oběma koncům se postupně zužující. Plody obsahují 1 až mnoho semen a částečně pukají břišním švem.

## Rozšíření
Pískavice jsou rozšířeny v počtu asi 55 druhů v jižní, střední a východní Evropě, střední a východní Asii, Africe, Austrálii a Oceánii.
V České republice je původní jediný druh: pískavice thesalská (Trigonella monspeliaca). Vyskytuje se vzácně pouze na několika nalezištích na jižní a jihozápadní Moravě a v severozápadních Čechách. Některé pěstované druhy zřídka zplaňují: pískavice řecké seno (T. foenum-graecum), pískavice modrá (T. caerulea) a snad i pískavice setá (T. gladiata).
V celé Evropě roste celkem 21 druhů pískavic, zejména ve Středomoří a v Rusku (resp. v bývalém SSSR). Větší areál výskytu mají v jižní Evropě zejména druhy pískavice thesalská (Trigonella monspeliaca), pískavice setá (T. gladiata) a Trigonella procumbens, ve východní části Středomoří i T. spicata a T. striata. V celém Středomoří roste i introdukovaná pískavice řecké seno (T. foenum-graecum). Větší množství endemických pískavic se objevuje zvláště v oblasti Řecka a Kréty. V Alpách vystupují pískavice max. do montánního stupně (T. monspeliaca).

## Obsahové látky
Semena druhu pískavice řecké seno (T. foenum-graecum) obsahují alkaloidy (např. trigonellin, gentianin a karpain), saponiny (zejména sapogeniny diosgenin, gitogenin a trigogenin), flavonoidy (vitexin, luteolin). Pískavice Trigonella incisa obsahuje v nadzemních částech sapogeniny diosgenin a tigogenin a flavonoidy luteolin, kempferol,
kvercetin a apigenin.

## Zástupci
- pískavice thesalská (Trigonella monspeliaca)
- pískavice řecké seno (T. foenum-graecum)
- pískavice modrá (T. caerulea)
- pískavice setá (T. gladiata)

## Význam
Ostře chutnající semena pískavice řecké seno (Trigonella foenum-graecum) jsou již od nepaměti využívána v medicíně a jsou také součásti kari. Mladé listy a stonky jsou používány jako zelenina, sušené rostliny a semena jako koření k ovonění jídla a při pečení. Sušené rostliny jsou používány také jako repelent. V ČR byla tato pískavice v minulosti občas pěstována na polích. Jako léčivka se na zahrádkách pěstovala i pískavice modrá (T. caerulea).
V indické tradiční medicíně jsou používány zejména druhy pískavice řecké seno (T. foenum-graecum), Trigonella corniculata a T. incisa.